# Shae-Lynn Bourne
Shae-Lynn Bourne (Chatham-Kent, Ontário, 24 de janeiro de 1976) é uma treinadora, coreógrafa e ex-patinadora artística canadense. Bourne competiu na dança no gelo. Ela conquistou com Victor Kraatz uma medalha de ouro, uma de prata e quatro de bronze em campeonatos mundiais, e três medalhas de ouro noCampeonato dos Quatro Continentes, e foram campeões dez vezes do campeonato nacional canadense.

## Principais resultados

### Com Victor Kraatz
| Resultados                                                             | Resultados      | Resultados        | Resultados      | Resultados        | Resultados        | Resultados        | Resultados        | Resultados       | Resultados        | Resultados       | Resultados      | Resultados    | Resultados    | Resultados    | Resultados    | Resultados    |
| Internacional                                                          | Internacional   | Internacional     | Internacional   | Internacional     | Internacional     | Internacional     | Internacional     | Internacional    | Internacional     | Internacional    | Internacional   | Internacional | Internacional | Internacional | Internacional | Internacional |
| Evento/Temporada                                                       | 1992– 1993      | 1993– 1994        | 1994– 1995      | 1995– 1996        | 1996– 1997        | 1997– 1998        | 1998– 1999        | 1999– 2000       | 2000– 2001        | 2001– 2002       | 2002– 2003      |               |               |               |               |               |
| ---------------------------------------------------------------------- | --------------- | ----------------- | --------------- | ----------------- | ----------------- | ----------------- | ----------------- | ---------------- | ----------------- | ---------------- | --------------- | ------------- | ------------- | ------------- | ------------- | ------------- |
| Jogos Olímpicos                                                        |                 | 10.ª              |                 |                   |                   | 4.ª               |                   |                  |                   | 4.ª              |                 |               |               |               |               |               |
| Campeonato Mundial                                                     | 14.ª            | 6.ª               | 4.ª             | Medalha de bronze | Medalha de bronze | Medalha de bronze | Medalha de bronze |                  | 4.ª               | Medalha de prata | Medalha de ouro |               |               |               |               |               |
| Campeonato dos Quatro Continentes                                      |                 |                   |                 |                   |                   |                   | Medalha de ouro   |                  | Medalha de ouro   |                  | Medalha de ouro |               |               |               |               |               |
| GP Grand Prix Final                                                    |                 |                   |                 |                   | 4.ª               | Medalha de ouro   | Medalha de prata  |                  | 5.ª               | Medalha de ouro  |                 |               |               |               |               |               |
| GP Cup of Russia                                                       |                 |                   |                 |                   |                   |                   |                   | Medalha de prata |                   |                  |                 |               |               |               |               |               |
| GP NHK Trophy                                                          |                 |                   |                 | Medalha de prata  |                   | Medalha de prata  | Medalha de ouro   |                  |                   |                  |                 |               |               |               |               |               |
| GP Skate America                                                       |                 |                   |                 |                   |                   |                   |                   |                  | Medalha de bronze |                  |                 |               |               |               |               |               |
| GP Skate Canada International                                          | 6.ª             | Medalha de bronze | Medalha de ouro | Medalha de ouro   | Medalha de ouro   | Medalha de ouro   | Medalha de ouro   |                  |                   | Medalha de ouro  |                 |               |               |               |               |               |
| GP Sparkassen Cup on Ice                                               |                 | 5.ª               |                 |                   | Medalha de prata  |                   | Medalha de prata  |                  | Medalha de bronze |                  |                 |               |               |               |               |               |
| GP Trophée Lalique                                                     |                 |                   |                 |                   |                   |                   |                   |                  |                   | Medalha de prata |                 |               |               |               |               |               |
| Nebelhorn Trophy                                                       | Medalha de ouro |                   |                 |                   |                   |                   |                   |                  |                   |                  |                 |               |               |               |               |               |
| Nacional                                                               |                 |                   |                 |                   |                   |                   |                   |                  |                   |                  |                 |               |               |               |               |               |
| Campeonato Canadense                                                   | Medalha de ouro | Medalha de ouro   | Medalha de ouro | Medalha de ouro   | Medalha de ouro   | Medalha de ouro   | Medalha de ouro   |                  | Medalha de ouro   | Medalha de ouro  | Medalha de ouro |               |               |               |               |               |
|                                                                        |                 |                   |                 |                   |                   |                   |                   |                  |                   |                  |                 |               |               |               |               |               |
| Legenda: GP = Grand Prix; Competição não foi disputada nesta temporada |                 |                   |                 |                   |                   |                   |                   |                  |                   |                  |                 |               |               |               |               |               |